# (8013) Gordonmoore
(8013) Gordonmoore (1990 KA) – planetoida z grupy Amora okrążająca Słońce w ciągu 3,27 lat w średniej odległości 2,2 au. Odkryta 18 maja 1990 roku.